# Leandro Antonetti
Leandro Antonetti (Murcia, 13 de enero de 2003) es un futbolista español y puertorriqueño, que juega como delantero centro en el Sevilla Atlético de la Primera División RFEF

## Trayectoria
Nacido en Murcia, el hispano-puertorriqueño llega a Galicia de la mano del Xuventude Oroso en edad infantil, equipo donde se empieza a formar. En 2019, firma por el CD Lugo para jugar en su segundo equipo juvenil, ascendiendo al primer juvenil en la siguiente temporada, la 2020-21.
Para la temporada 2021-22, Leandro jugaría en el Polvorín FC, filial del CD Lugo. Logra debutar con el primer equipo lucense el 20 de mayo de 2022 al entrar como suplente en los últimos minutos en una derrota por 1-0 frente al Real Zaragoza en Segunda División. El jugador forma parte del primer equipo del CD Lugo, adquiriendo experiencia en Segunda División hasta agosto de 2024, fecha en que es fichado por el Sevilla FC para el Sevilla Atlético Finalmente debutó con el primer equipo el 25 de enero de 2025, contra el RCD Espanyol, saliendo desde el banquillo.

## Clubes
Actualizado al último partido disputado el 23 de febrero de 2025.
| Club             | País   | Año       | Partidos | Goles |
| ---------------- | ------ | --------- | -------- | ----- |
| Polvorín FC      | España | 2021-2022 | 25       | 11    |
| CD Lugo          | España | 2022-2024 | 42       | 9     |
| Sevilla Atlético | España | 2024-act. | 20       | 4     |
| Sevilla FC       | España | 2024-act. | 1        | 0     |

## Selección
Al tener doble nacionalidad ha formado parte de las diferentes categorías, absoluta incluida, de Puerto Rico.
Estadísticas en las diferentes categorías de la selección
| Categoría          | Año       | Partidos | Goles |
| ------------------ | --------- | -------- | ----- |
| Puerto Rico Sub-17 | 2019      | 1        | 0     |
| Puerto Rico Sub-20 | 2021      | 2        | 0     |
| Puerto Rico        | 2022-act. | 14       | 4     |